# Cometes zikani
Cometes zikani là một loài bọ cánh cứng trong họ Cerambycidae.